# تشيستر كون
تشيستر كون (بالإنجليزية: Chester Conn)‏ هو كاتب أغاني وملحن وشاعر أمريكي، ولد في 14 أبريل 1894 في سان فرانسيسكو في الولايات المتحدة، وتوفي في 4 أبريل 1973 في فلاشينغ ‏ في الولايات المتحدة.

## وصلات خارجية
- تشيستر كون على موقع ميوزك برينز (الإنجليزية)
- تشيستر كون على موقع قاعدة بيانات برودواي على الإنترنت (الإنجليزية)
- تشيستر كون على موقع أول ميوزيك (الإنجليزية)
- تشيستر كون على موقع ديسكوغز (الإنجليزية)